# SEAT Ronda
SEAT Ronda – kompaktowy samochód osobowy produkowany przez hiszpańską firmę SEAT w latach 1982–1986. Dostępny jako 5-drzwiowy hatchback. Do napędu użyto silników benzynowych o pojemności: 1,2, 1,5 oraz 2,0 litra, dostępny był również diesel o pojemności 1,7 litra. Moc przenoszona była na oś przednią poprzez 4- lub 5-biegową manualną skrzynię biegów. W późniejszym czasie został zastąpiony przez model León.

## Dane techniczne
| Wersja                | Silnik:                           | Układ zasilania:         | Śr. × skok tłoka:   | St. sprężania:     | Moc maks:                          | Maks. moment obrotowy:     | Prędkość maksymalna: |                    |
| Silniki benzynowe:    | Silniki benzynowe:                | Silniki benzynowe:       | Silniki benzynowe:  | Silniki benzynowe: | Silniki benzynowe:                 | Silniki benzynowe:         | Silniki benzynowe:   | Silniki benzynowe: |
| --------------------- | --------------------------------- | ------------------------ | ------------------- | ------------------ | ---------------------------------- | -------------------------- | -------------------- | ------------------ |
| 63 L 1.2              | R4 1,2 l (1193 cm³), SOHC         | gaźnik Pierburg 36-1-B-3 | 75,00 mm × 67,50 mm | 9,5:1              | 63 KM (46,2 kW) przy 5800 obr./min | 88 N•m przy 3500 obr./min  | 148 km/h             |                    |
| 85 GLX 1.5            | R4 1,5 l (1461 cm³), SOHC         | gaźnik Weber 22 DSTA 100 | 83,00 mm × 67,50 mm | 10,5:1             | 85 KM (62,6 kW) przy 5600 obr./min | 116 N•m przy 3600 obr./min | 166 km/h             |                    |
| Crono 2000 2.0        | R4 2,0 l (1995 cm³), DOHC         | gaźnik Weber 34 DAT      | 84,00 mm × 90,00 mm | 9,7:1              | 120 KM (88 kW) przy 5800 obr./min  | 172 N•m przy 3000 obr./min | 190 km/h             |                    |
| Silniki wysokoprężne: |                                   |                          |                     |                    |                                    |                            |                      |                    |
| LD 1.7                | R4 1,7 l (1714 cm³), SOHC, diesel | wtrysk Bosch             | 83,00 mm × 79,20 mm | 20,0:1             | 55 KM (40,3 kW) przy 4500 obr./min | 98 N•m przy 3000 obr./min  | 144 km/h             |                    |

## Galeria

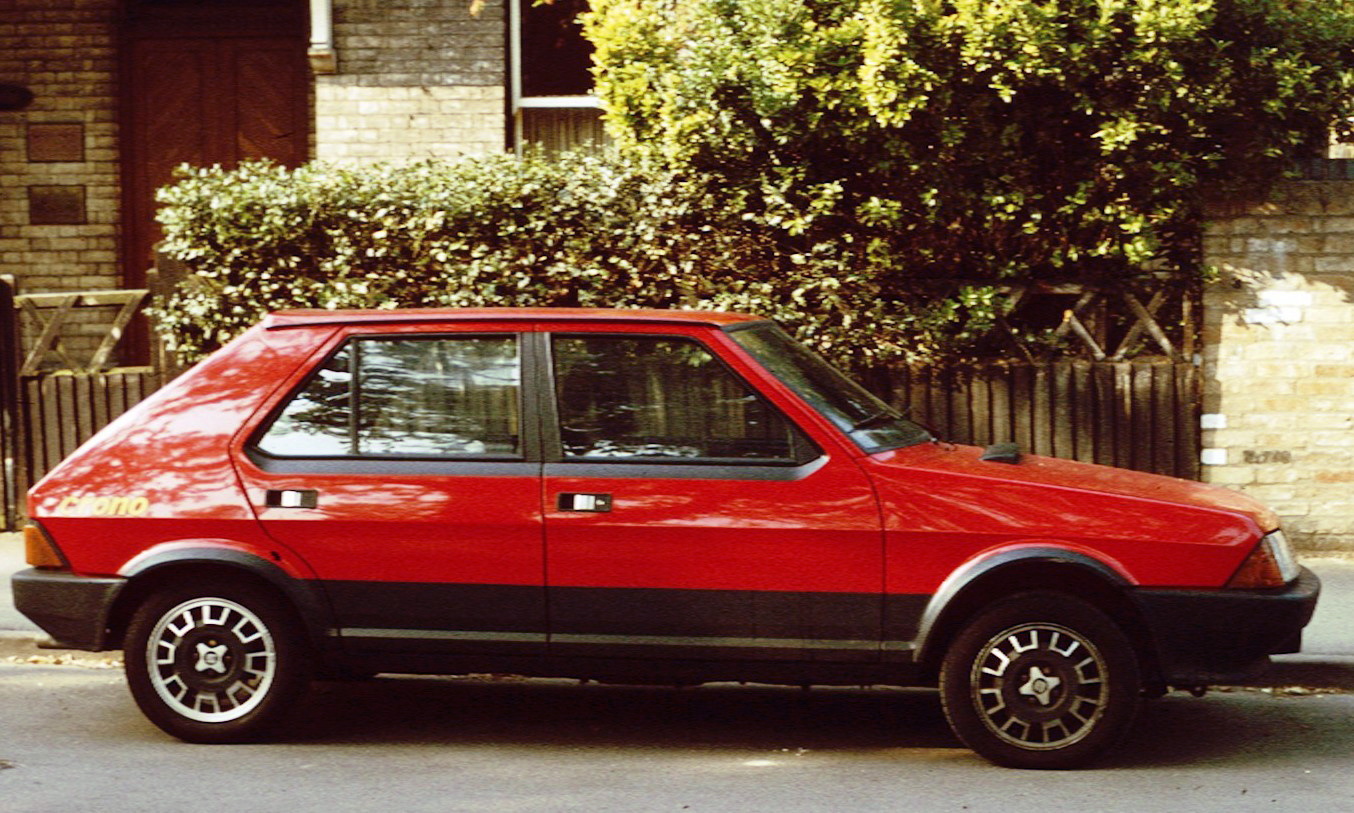
SEAT Ronda
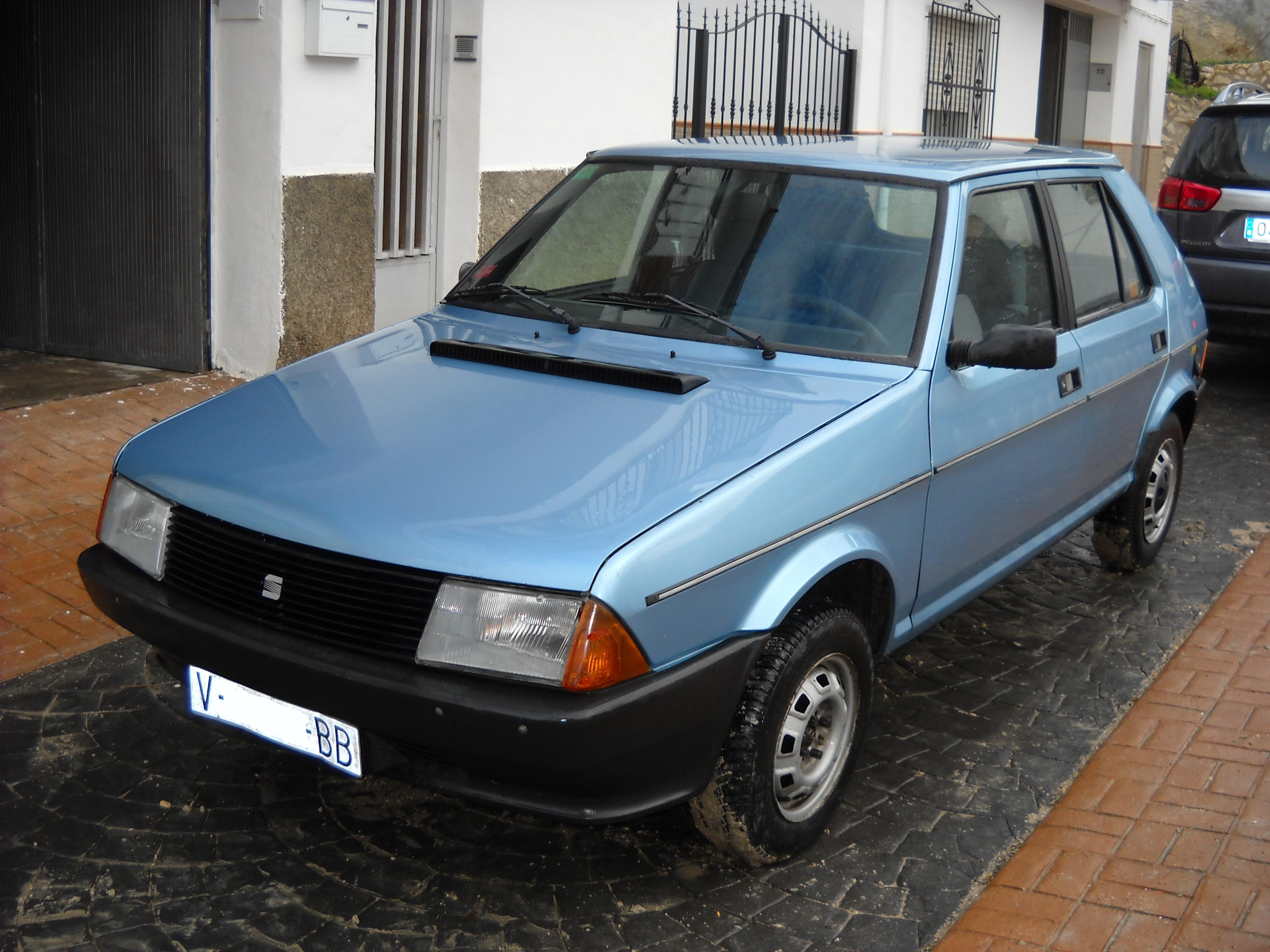
SEAT Ronda
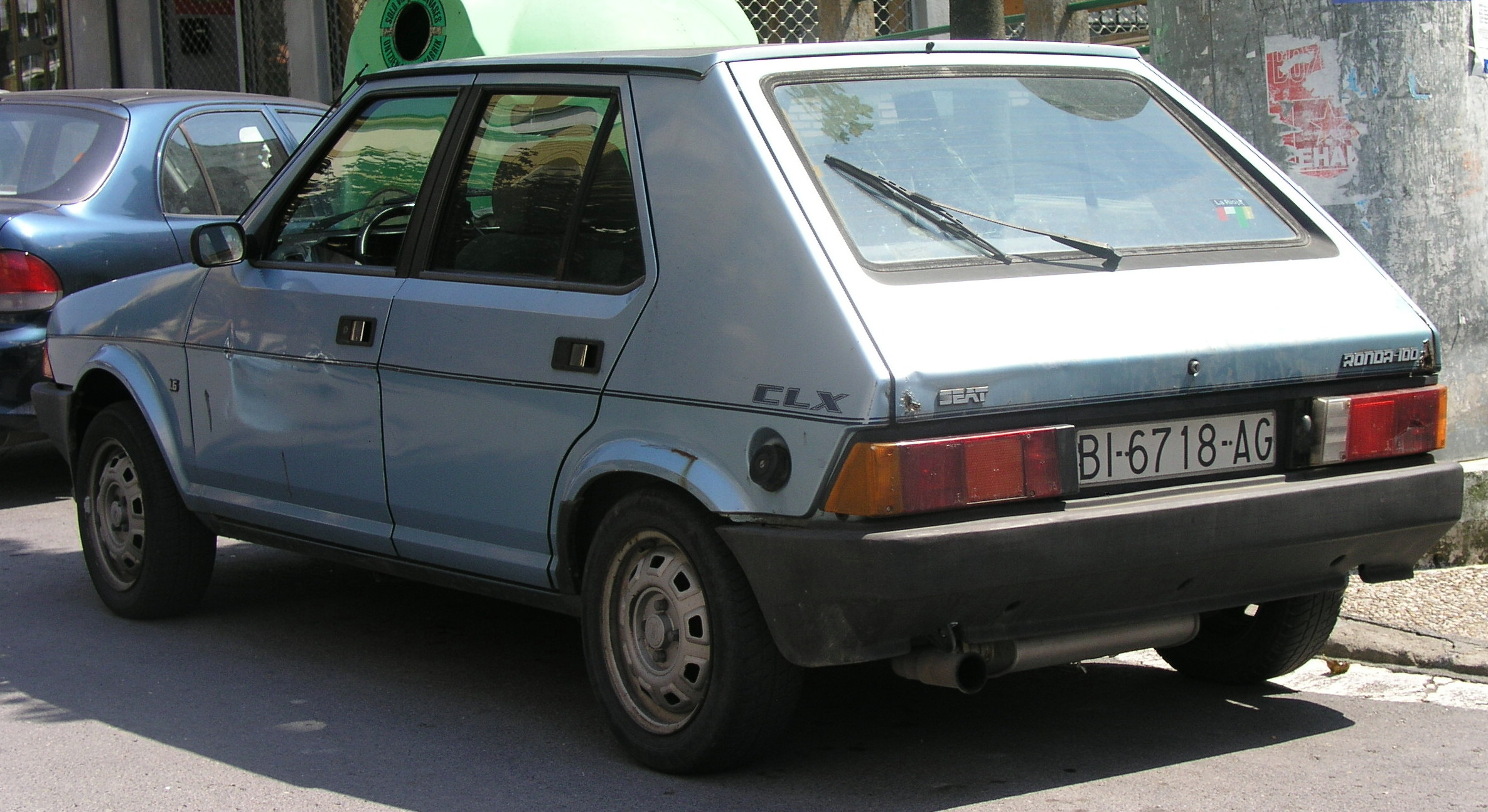
SEAT Ronda - tył pojazdu
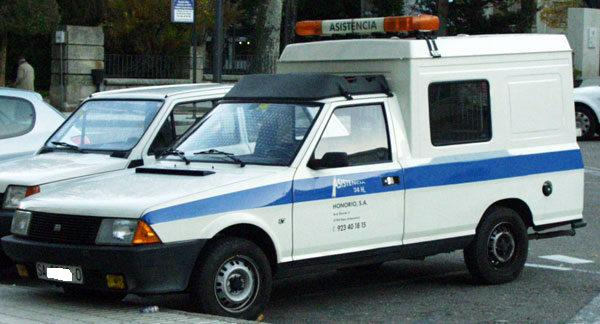
Emelba Ronda